# Гражданская война в Йемене (с 2014)
Гражданская война в Йемене (с 2014), или Революция 21 сентября — гражданская война в Йемене между хуситами (шиитскими повстанцами) с одной стороны и правительственными войсками — с другой.

## Предыстория
Конфликт берёт начало в 2004 году. Тогда повстанцы-шииты, проживающие на севере страны, выступили против альянса властей Йемена с США и за восстановление теократической монархии (имамата), существовавшей в Северном Йемене до военного переворота 1962 года.
В 2009 году развернулись активные боевые действия между шиитами, с одной стороны, и армиями Йемена и Саудовской Аравии — с другой. Вмешательство Саудовской Аравии, контролируемой суннитами, официально обосновали гибелью двух пограничников от рук повстанцев.
В 2010 году было заключено перемирие.
В 2011 году начались столкновения шиитов с суннитскими вооружёнными формированиями.

## Ход конфликта
Со 2 февраля по 9 июля 2014 года шло сражение за Амран, завершившееся победой хуситов. Затем боевики Ансар-Аллаха в течение 5 дней (16—21 сентября 2014) заняли столицу Йемена Сану.
В середине августа 2014 года хуситы начали проводить в ряде регионов страны массовые демонстрации после того, как власти объявили о сокращении субсидий на нефтепродукты, что привело к росту цен на бензин в два раза. Основным требованием была отставка «коррумпированного кабинета». К середине сентября на окраинах Саны начались столкновения протестующих с силами безопасности. Уже через два дня хуситы смогли сломить сопротивление силовых структур и занять ряд районов столицы, в том числе захватить госучреждения и установить свои блокпосты.
18 января 2015 года повстанцы похитили главу президентской канцелярии. В результате ожесточенных боестолкновений 19 января между хуситами и сотрудниками службы охраны президента страны Абда Хади, по имеющимся данным, погибли девять человек, свыше 60 получили ранения.
20 января 2015 повстанцы заняли президентский дворец в Сане. Член политсовета повстанческого движения «Ансар Аллах» Хамза аль-Хуси заявил, что повстанцы «не пытаются свергнуть президента», а произошедшие столкновения с частями президентской гвардии были спровоцированы самими военнослужащими, которые отказались передать оружие из арсеналов на территории комплекса дворца главы государства «на хранение» повстанцам.
21 января президент Йемена Хади и представители хуситов достигли предварительного соглашения о прекращении огня. Согласно опубликованной информации, стороны пришли к соглашению о том, что будет сформулирован текст новой конституции, превращающей Йемен в федеративное государство и в институтах власти будут представлены все группы населения, в том числе хуситы. Повстанцы, в свою очередь, обязались отвести свои силы с правительственных объектов, захваченных ими, а также освободить захваченного ими главу канцелярии президента Ахмада Авада Бин Мубарака.
22 января президент Хади подал прошение об отставке. При этом, как сообщается, парламент Йемена отказался принять отставку главы государства. Члены правительства Йемена также направили президенту страны прошение о своей отставке. 6 февраля был создан хуситский Революционный комитет как временный орган власти в стране.
15 февраля 2015 года хуситы начали штурм Адена.
21 февраля 2015 года Хади удалось бежать из Саны в Аден, после того как пробыл под домашним арестом в течение месяца. Там он встретился с губернаторами южных провинций и сделал заявление об отзыве своего заявлении об отставке.

### Интервенция коалиционных сил арабских государств
По просьбе йеменского президента и правительства, 26 февраля 2015 года в Йемене была начата военная операция коалиционных сил арабских государств под руководством Саудовской Аравии. Саудовская коалиция к августу сосредоточила в южных йеменских провинциях мощный механизированный кулак и стала с боями продвигаться на север. Основу проправительственных войск составляют подразделения армии Объединённых Арабских Эмиратов и пехота «Народных комитетов» из числа сторонников президента Хади. В провинции Лахдж были замечены десятки единиц различной бронетехники из ОАЭ: броневики «Хамви» с ПТРК «Корнет-Э», танки Leclerc, 155-мм САУ G6.
25 марта 2015 года началась битва за Аден (2015) (25 марта — 22 июля 2015) между захватившими город хуситами и проправительственной коалицией. Хуситы были выбиты из города.
11 августа 2015 года войска Саудовской Аравии, ОАЭ и силы, лояльные президенту Хади, установили контроль над Аденом и многими городами юга страны. Бои между хуситами и войсками коалиции завязались в Ибб и Ярим. Под полным контролем коалиции оказались провинции (мухафазы) Аден, Эд-Дали, Абьян и Лахидж.
8 сентября 2015 года Кувейт начал отправку войск, которые при поддержке артиллерии и тяжёлого вооружения примут участие вместе с войсками из других стран проправительственной коалиции в военных действиях против хуситов в Йемене.
7—10 мая 2016 года США развернули 15 вертолётов Apache и 5 Black Hawk, а также 100 солдат спецназа на авиабазе Аль-Анад в провинции Лахдж. ВВС США наносили удары по террористам АКАП.
16 июня 2016 года ОАЭ объявили о выводе своих войск с территории Йемена.
5 июня 2017 года участие Катара в операции было аннулировано «в связи с поддержкой терроризма в регионе».
30 апреля 2018 года ОАЭ высадили с воздуха более 100 военных, артиллерию и бронетехнику на йеменском острове Сокотра и захватили его, никакого военного сопротивления на архипелаге оказано не было.
13 июня 2018 года войска коалиции, возглавляемой Саудовской Аравией, начали наступление на йеменский портовый город Ходейда. 19 июня 2018 года арабская коалиция со второй попытки взяла штурмом аэропорт Ходейды.
9 августа 2018 года погибли 29 детей, десятки получили ранения во время авиационного налета сил саудовской коалиции. Бомба попала в пассажирский автобус. Общее число погибших и пострадавших — около 130 человек.
14 декабря 2018 Сенат США потребовал прекращения военной помощи коалиции, возглавляемой Саудовской Аравией, в гражданской войне в Йемене; 56 сенаторов проголосовали за соответствующую резолюцию.

### Гуманитарная ситуация

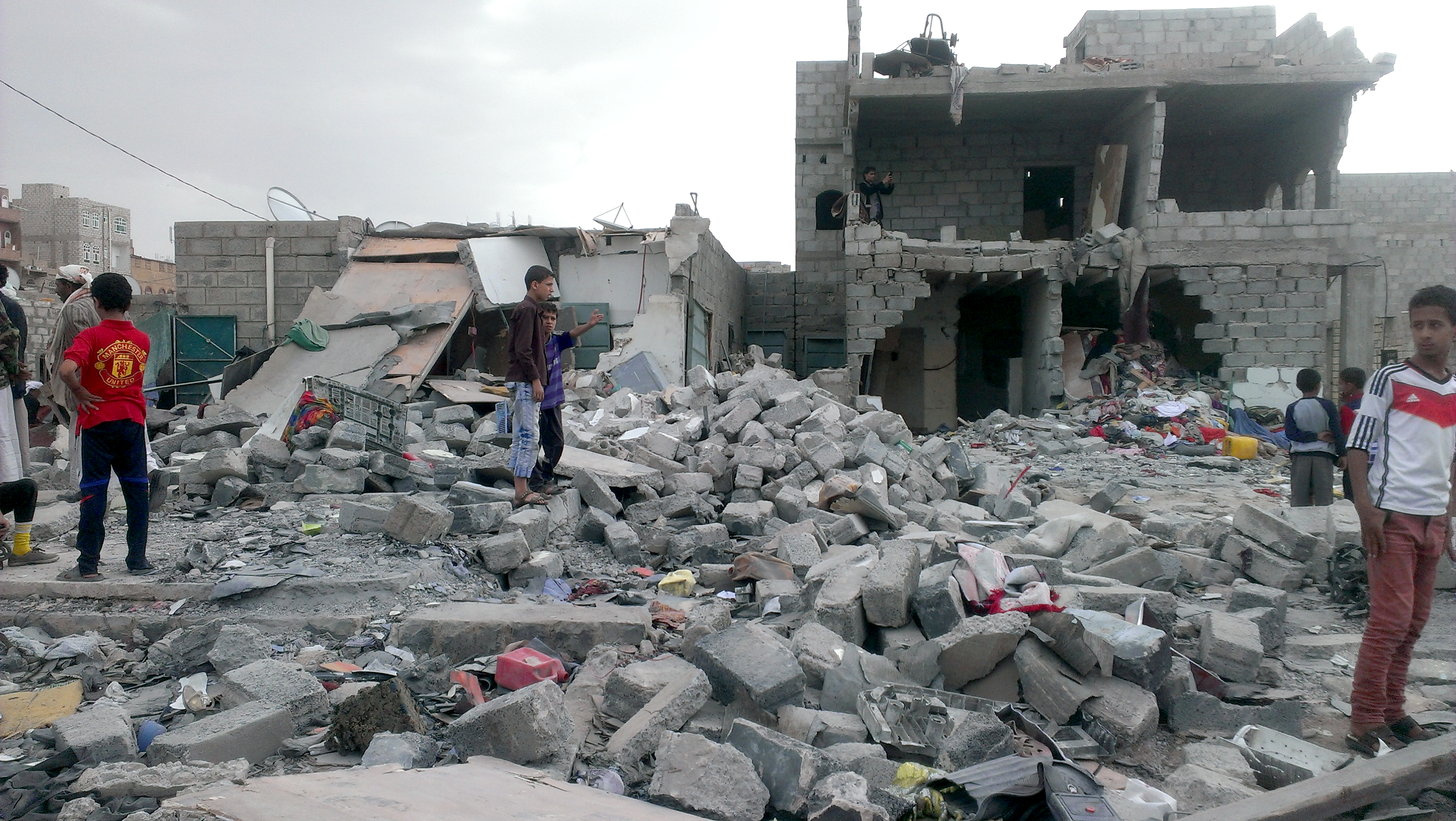
Разрушения в Сане после авиаудара, 9 октября 2015 года

Заместитель Генерального секретаря ООН по гуманитарным вопросам Стивен О’Брайан в январе 2017 г. заявил, что около 2 миллионов йеменцев требуют немедленной помощи, чтобы сохранить или поддержать свою жизнь, полмиллиона детей в Йемене остро страдают от недоедания. Этому способствует морская блокада, установленная коалицией во главе с Саудовской Аравией. Она должна была предотвратить попадание оружия в руки повстанцев, но вместе с этим в Йемен перестали поступать продовольствие и топливо. Кроме того, вдовы, сироты, инвалиды и пожилые люди перестали получать помощь от йеменского правительства, а около 1,25 миллиона работников государственного сектора не получают зарплату. Эксперты международный организации Save the Children проанализировали данные ООН о смертности детей с сильным недоеданием и пришли к выводу, что в период с апреля 2015 года по октябрь 2018 года в охваченном гражданской войной Йемене от голода погибли почти 85 тысяч детей.
В ноябре 2017 г. лидер хуситов Абдель Малек аль-Хуси выступил с угрозой нанести болезненный удар по Саудовской Аравии, если та продолжит блокаду Йемена. После этого коалиция ослабила блокаду, допустив гуманитарные грузы в захваченную хуситами столицу Сану, а также порты Ходейда и Салиф.
В мае 2018 года Управление Верховного комиссара ООН по правам человека сообщило, что с весны 2015 года в Йемене погибли почти 6,4 тыс. мирных жителей, более 10 тыс. пострадали, причём большинство погибших стали жертвами ударов арабской коалиции.

### Конфликт Абдуллы Салеха с хуситами и его убийство
2 декабря 2017 года бывший президент Йемена Али Абдалла Салех выступил с речью, в которой обвинил хуситов в убийствах мирных жителей и объявил, что отныне больше не будет их поддерживать. Салех предложил «перевернуть страницу» в истории Йемена и объявил, что готов к переговорам с Саудовской Аравией об урегулировании конфликта. После этого в Сане начались бои с применением танков между хуситами и охраной Салеха; число погибших в ходе столкновений в Сане составило не менее 245 человек. Антихуситская коалиция приветствовала конфликт в лагере своих врагов, а президент Хади отдал приказ лояльным ему войскам наступать на столицу.
Сначала лояльные Салеху силы установили контроль над 75 % территории столицы, но 4 декабря хуситские повстанцы добрались до дома бывшего президента. Сам он бежал, но на окраине Саны в родной деревне Салеха Санхан его машину подорвали, а самого политика застрелил снайпер.

### Выступление южных сепаратистов против правительства Хади
28 января 2018 года сепаратисты, выступающие за отделение Южного Йемена и создавшие свой собственный Южный Переходный Совет в мае 2017 года, захватили в Адене ряд государственных учреждений, включая здание правительства, после того, как истек срок ультиматума, с которым выступили сепаратисты в адрес правительства. Они требовали, чтобы правительство ушло в отставку и было сформировано новое. Лидером сепаратистов выступил уволенный президентом Хади губернатор провинции Аден Айдарус аль-Зубаиди.
Среди сепаратистов Юга особую позицию занимает Тарик аль-Фадли — известный джихадист-антикоммунист, с 2011 возглавляющий самопровозглашённый Исламский эмират Абьян. Выступая с сепаратистских позиций, против центральных властей Саны, аль-Фадли и его формирования, аффилированные с Аль-Каидой на Аравийском полуострове противостоят хуситам и сотрудничают с саудовской коалицией.

### Просьба к России разрешить конфликт
24 июля 2018 года председатель верховного политического совета хуситов, шиитских повстанцев в Йемене, Махди Аль-Машат направил телеграмму российскому правительству с просьбой о помощи в разрешении конфликта. До конца года российская сторона ещё не приняла решение.

### Перемирие в Ходейде
В Швеции 6-13 декабря 2018 года под эгидой ООН прошли переговоры между сторонами конфликта, на которых обсуждались такие вопросы, как освобождение пленных и заключенных, бои за порт Ходейда, ситуация с Центробанком Йемена, блокада Таиза, доставка гуманитарной помощи и ситуация вокруг аэропорта Саны.
18 декабря в провинции Ходейда вступил в силу режим прекращения огня.

### Возобновление боевых действий в 2019 году
5 января 2019 года в стратегически значимом порту Ходейда возобновились боевые действия. Боевые действия совпали во времени с визитом спецпосланника генсека ООН по Йемену Мартина Гриффитса в страну. Правительственные силы и отряды повстанцев из движения «Ансаруллах» (хуситы) обвинили друг друга в нарушении режима прекращения огня. В командовании правительственных сил заявили, что столкновения разгорелись в районе одного из зданий вуза на юге Ходейды. Очевидцы сообщили о крупном пожаре в районе складов с гуманитарными грузами «Всемирной продовольственной программы».
10 января 2019 года беспилотный летательный аппарат, который принадлежал повстанцам-хуситам, атаковал военный парад йеменского правительства на одной из крупнейших военных баз «Аль-Анд» в провинции Лахдж на юге Йемена. В результате нападения были ранены по меньшей мере шесть высокопоставленных лиц (впоследствии двое из них скончались). Всего было сообщено о шести погибших и почти двадцати раненых.
14 января представители вооруженных сил Йемена заявили о том, что в провинции Эд-Дали в тяжёлых боях хуситы потеряли свыше 20 ополченцев, в их числе был командир батальона Абу аль-Карар.
В июне 2019 года ОАЭ начали вывод войск из Йемена (представитель властей ОАЭ заявил, что «перемещения войск были (…), но мы не выводим их из Йемена»). ОАЭ сократили военное присутствие в Йемене из-за опасений, связанных с конфликтом США и Ирана.
11 августа 2019 года сторонники Южного переходного совета (ЮПС) полностью заняли Аден после нескольких дней боев с войсками, лояльными международно поддерживаемому правительству; ЮПС выступал за отделение южных районов страны и воссоздание существовавшего до 1990 года независимого государства, носившего название Народно-Демократической Республики Йемен.
20 августа 2019 года американский беспилотный летательный аппарат MQ-9 Reaper был сбит хуситами.
29 сентября 2019 года неподалёку от Наджрана хуситы окружили и разгромили три бригады ВС КСА. Захвачено до 2000 пленных, убито до 500 человек.
На 2020 год как ОАЭ, так и Судан существенно сократили свое присутствие в Йемене: из 15 тыс. суданских солдат на территории страны остались лишь 650, ОАЭ, имеющие в Йемене 3 тыс. солдат сухопутных сил, а также 3,5 тыс. в составе ВМС и ВВС, были намерены большую часть в скором времени вывести (при этом их инструкторы уже подготовили 90 тыс. солдат йеменской армии).

#### Атака на нефтеперерабатывающие заводы
В ночь на 14 сентября 2019 года предприятия Saudi Aramco, национальной нефтяной компании Саудовской Аравии, подверглись атаке беспилотных летательных аппаратов. Были атакованы крупнейший в мире нефтеперерабатывающий комплекс в посёлке Абкайк на востоке страны и район, в котором располагается нефтяное месторождение Хурайс, второе по величине в королевстве. После атак на предприятиях вспыхнули сильные пожары. Эти атаки привели к сокращению добычи нефти в Саудовской Аравии примерно в два раза. Ответственность за нападение взяли на себя хуситы, заявившие, что атаки были проведены с помощью десяти беспилотных аппаратов. Они пообещали в дальнейшем увеличить число атак на саудовские объекты.
Осенью 2019 года саудовцы попытались урегулировать конфликт между сепаратистским Южным переходным советом (ЮПС) и йеменским правительством, инициировав переговоры, это привело к подписанию мирного соглашения в Эр-Рияде в ноябре.

### 2020 год
В начале 2020 года правительственными войсками при поддержке Саудовской Аравии планировалось наступление на столицу хуситов Сану.
В январе 2020 в ходе контрудара в центральной провинции Мариб хуситы заняли 2500 кв. километров территории; ими было захвачено до 400 единиц техники, потери войск коалиции убитыми, ранеными и пленными достигают 3500 человек. Несколько правительственных бригад начали отступление.
1 марта хуситы взяли город Эль-Хазм, столицу мухафазы Эль-Джауф. После взятия Эль-Хазма хуситы вышли к главным нефтяным и газовым месторождениям страны в Марибе. Также хуситы совершали вылазки и на территорию Саудовской Аравии, в провинции Джизан. В Адене в марте вновь начались бои между сторонниками президента Хади и сепаратистами из Южного переходного совета.
28 марта хуситы обстреляли баллистическими ракетами саудовские города, столицу Эр-Рияд и Джизан.
С 9 апреля арабская коалиция, возглавляемая Саудовской Аравией, объявила двухнедельное перемирие в Йемене в связи с пандемией COVID-19. В текущей обстановке, сложившейся в мировой экономике, и с падающими ценами на нефть, продолжение конфликта грозит экономическими проблемами Саудовской Аравии.
26 апреля Южный переходный совет в одностороннем порядке объявил режим самоуправления в южных районах Йемена (представители движения жаловались, что центральное правительство не выполняло обязательств, взятых при подписании мирного соглашения в ноябре 2019). Южный переходный совет также сообщил о начале работы автономных органов власти на всех подконтрольных ему территориях, включая Аден; кроме того, речь шла о введении чрезвычайного положения. В правительстве Йемена во главе с президентом Хади назвали инициативу сепаратистского движения фактическим срывом мирных договоренностей, заявили, что режим самоуправления является возобновлением вооружённого мятежа и предупредили о катастрофических последствиях.
Хуситы отказались поддержать перемирие и продолжили атаки. Согласно их данным, правительственная армия, поддерживаемая войсками Саудовской Аравии, снизила активность на земле, но увеличила в воздухе. В ночь на 30 апреля хуситы атаковали беспилотниками объекты правительственных сил. На этой же неделе они нанесли несколько результативных ударов баллистическими ракетами малой дальности по лагерям своего противника. В свою очередь, командующий войсками правительства Хади заявил, что им удалось уничтожить три отряда сепаратистов, готовивших наступление в нефтеносной провинции Мариб и остановить их продвижение на этом направлении.
1 июня 2020 года возглавляемая Саудовской Аравией коалиция заявила о начале масштабной операции по уничтожению боевого потенциала хуситов в ответ на участившиеся в последнее время случаи трансграничных атак с их стороны. 1 июля авиация возглавляемой Саудовской Аравией коалиции нанесла массированные удары по ряду провинций Йемена. Ударам подверглись различные районы столицы страны Саны, в том числе международный аэропорт города.
29 июля 2020 года сепаратисты Южного Йемена приняли условия Саудовской Аравии и отказались от самоуправления в Адене и других ранее захваченных регионах. Правительство Йемена и сепаратисты из Южного переходного совета согласились создать новое правительство.
В середине декабря 2020 года такое правительство во главе с премьер-министром Маином Абдельмаликом Саидом было сформировано, пять мест в нём получили представители Южного переходного совета. 26 декабря 2020 года оно принесло присягу президенту Абд Раббо Мансуру Хади. 30 декабря 2020 года аэропорт Адена одновременно с прилётом членов нового правительства был обстрелян ракетами. Члены правительства не пострадали, но десятки людей были убиты и ранены. Власти Йемена заявили, что аэропорт обстреляли ракетами повстанцы из движения «Ансар Алла» (хуситы). Однако член политбюро хуситов Мухаммед аль-Бахити сообщил, что его движение непричастно к этому нападению.

### 2021 год
4 февраля 2021 года новый президент США Джо Байден объявил о прекращении поддержки США наступательных операций сил арабской коалиции в Йемене и о начале поиска мирных путей урегулирования конфликта.
В феврале 2021 года хуситы начали наступление на Мариб, административный центр богатой нефтью одноимённой провинции на севере страны. Их с трудом удавалось сдерживать с помощью саудовской авиации. Хуситы также с помощью беспилотников и ракет атаковали цели на территории Саудовской Аравии. Они поразили нефтеперерабатывающие заводы в Джубайле и Джидде, а также привели к временной остановке в работе аэропортов в Таифе, Джизане и Джидде.

### 2022 год
17 января 2022 года хуситы с помощью беспилотников атаковали Абу-Даби (ОАЭ), погибли три человека, ещё шесть человек получили ранения. Объектами нападения были три бензовоза, они взорвались и загорелись. Кроме того, на строительной площадке близ аэропорта произошёл небольшой пожар, который удалось потушить.
В ответ арабская коалиция во главе с Саудовской Аравией вечером 17 января 2022 года нанесла авиаудары по объектам в Сане. Согласно заявлению сил арабской коалиции, в столице Йемена были уничтожены две ракетные установки. В свою очередь хуситы сообщили о четырёх раненых и пяти погибших.
21 января 2022 года истребители арабской коалиции разбомбили тюрьму в Сааде, в результате чего погибли по меньшей мере 140 заключённых.
24 января 2022 года истребители ВВС ОАЭ уничтожили установку пуска беспилотников в провинции Эль-Джауф на севере Йемена сразу после их запуска в сторону Абу-Даби, где они были уничтожены силами ПВО.
25 марта 2022 года хуситы с помощью беспилотников нанесли 16 ударов по территории Саудовской Аравии. Нападению подверглись нефтехранилища и прочие объекты Saudi Aramco. Они заявили, что такие атаки продолжатся до тех пор, пока не будет снята блокада с Йемена.
1 марта 2022 года участники конфликта в Йемене согласились на предложение ООН объявить двухмесячное перемирие, первое с 2016 года.
7 апреля 2022 года по итогам межйеменских переговоров А-Р. М. Хади объявил о создании Президентского руководящего совета и передаче ему полномочий по управлению государством на переходный период. Он также распорядился, чтобы вице-президент страны Али Мохсен аль-Ахмар покинул свою должность. Руководителем совета был назначен Ришад Мухаммед аль-Алими. В состав совета вошли ещё 7 человек, в частности, племянник бывшего президента Тарек Салех и глава Южного Переходного Совета Айдарус аз-Зубейди. На совет были возложены полномочия правительства, а также командования вооружёнными силами. Хуситы не признали данное решение.
2 июня 2022 года перемирие в Йемене было продлено ещё на два месяца.
4 июня 2022 года стало известно о более 150 ударов по гражданским объектам в Йемене, включая дома, больницы и башни связи, нанесённых самолётами коалиции во главе с Саудовской Аравией. Несмотря на заявления администрации Байдена, что США прекратили военную поддержку наступательных операций, стало известно, что Соединённые Штаты предоставили оружие, обучение и поддержку технического обслуживания большинству эскадрилий истребителей коалиции в кампании.

### 2023 год
9 мая 2023 года в Адене состоялась консультативная встреча с участием 330 представителей партий, движений, профсоюзов, организаций гражданского сообщества, национальных и духовных лидеров Южного Йемена. Южнойеменские политические партии и общественные организации подписали национальный устав о создании независимого федеративного государства на юге Йемена. В документе сказано: «Национальный пакт предусматривает восстановление государства Народная Демократическая Республика Йемен, которое существовало на территории провинций южного Йемена, в связи с тем, что проблема народов юга — это территориальный и демографический вопрос, возникший в результате краха проекта единства Йемена и оккупации юга со стороны Йеменской республики. Южное государство будет построено как федеративное демократическое гражданское арабское и мусульманское государство, обладающее суверенитетом». Название будущего государства будет определено на референдуме по конституции.
7 октября 2023 года началась агрессия террористов из Сектора Газа против Израиля. 19 октября 2023 года хуситы вступили в войну на стороне ХАМАС.
18 декабря 2023 года США объявили об операции «Страж процветания» по защите международного судоходства от хуситов.

### 2024 год
Утром 12 января 2024 года США и Великобритания при поддержке Австралии, Бахрейна, Канады, Новой Зеландии, Нидерландов и Республики Корея нанесли авиаудары по объектам хуситов в Йемене.